# Liste des handballeurs internationaux algériens
Cette page présente les joueurs sélectionnés en Équipe d'Algérie de handball masculin.

## Liste des joueurs

### A

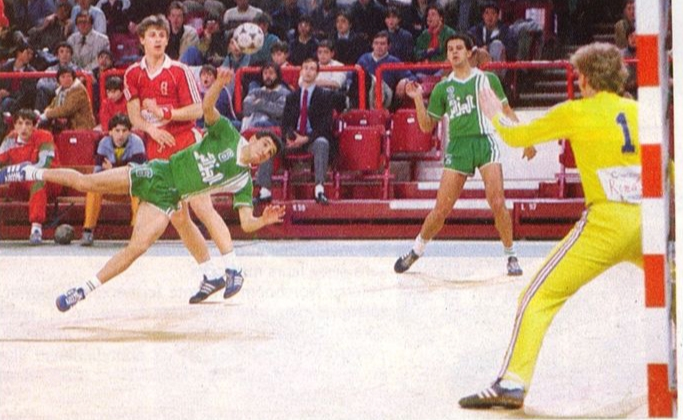
1986 : Kamel Akkeb à Bercy.

- Haut – A
- B
- C
- D
- E
- F
- G
- H
- I
- J
- K
- L
- M
- N
- O
- P
- Q
- R
- S
- T
- U
- V
- W
- X
- Y
- Z

| Nom                 | Période     | Poste              | Match | But | Source |
| ------------------- | ----------- | ------------------ | ----- | --- | ------ |
| Ayoub Abdi          | 2016 -      | Arrière droit      | 58    | 195 | [ 1 ]  |
| Makhlouf Ait Hocine | ?? - ??     | Arrière droit      | ??    | ??  |        |
| Salim Abes          | ?? - ??     | ??                 | ??    | ??  |        |
| Yazid Akchiche      | ?? - ??     | ??                 | ??    | ??  |        |
| Kamel Akkeb         | 1985 - 1989 | ??                 | ??    | ??  |        |
| Redouane Aouachria  | 1991 - 2001 | Demi-centre        | 125   | ??  |        |
| Omar Azeb           | 1980 - 1992 | Pivot, Demi-centre | ??    | ??  | [ 2 ]  |

### B

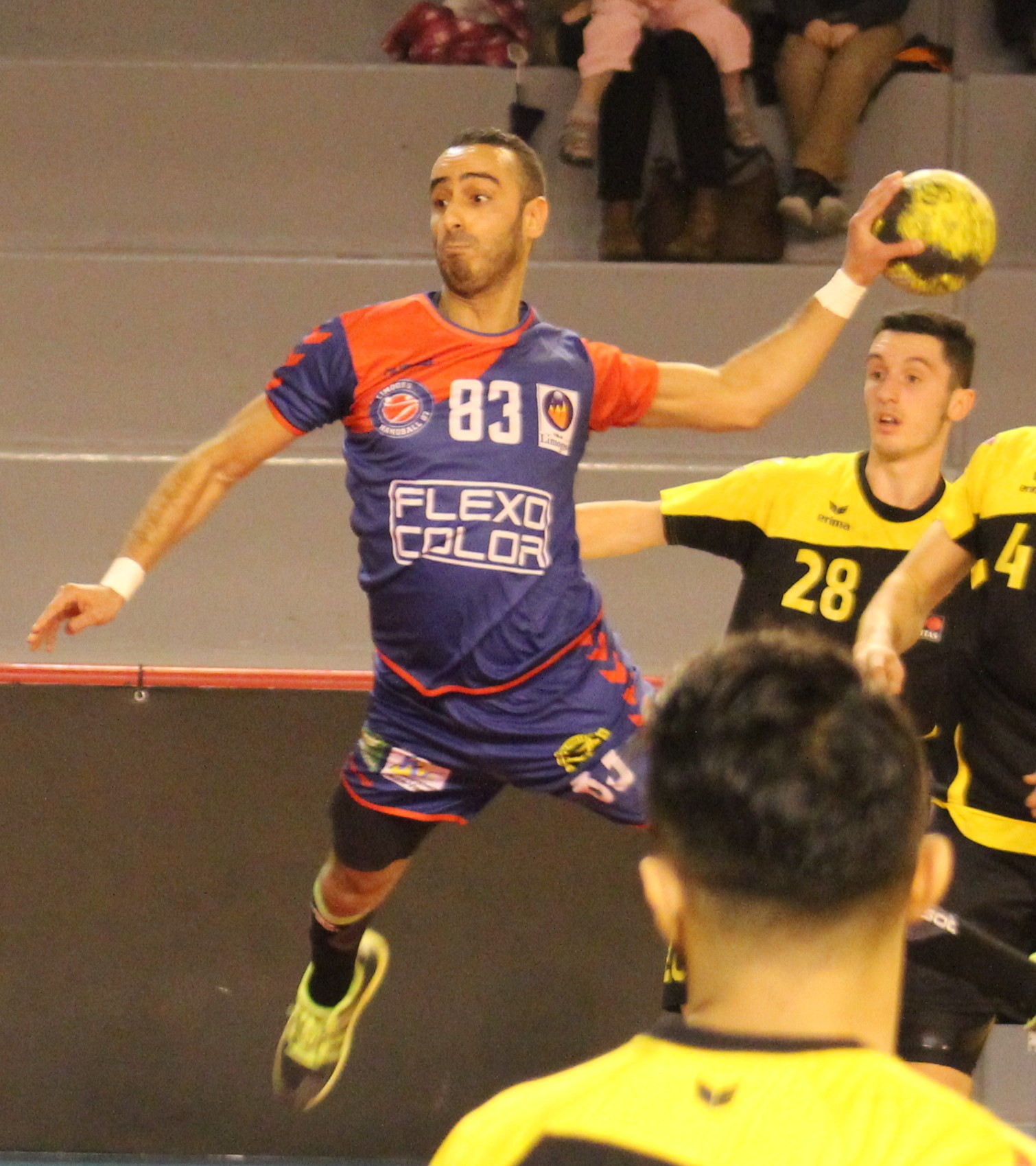
Omar Benali en 2015.

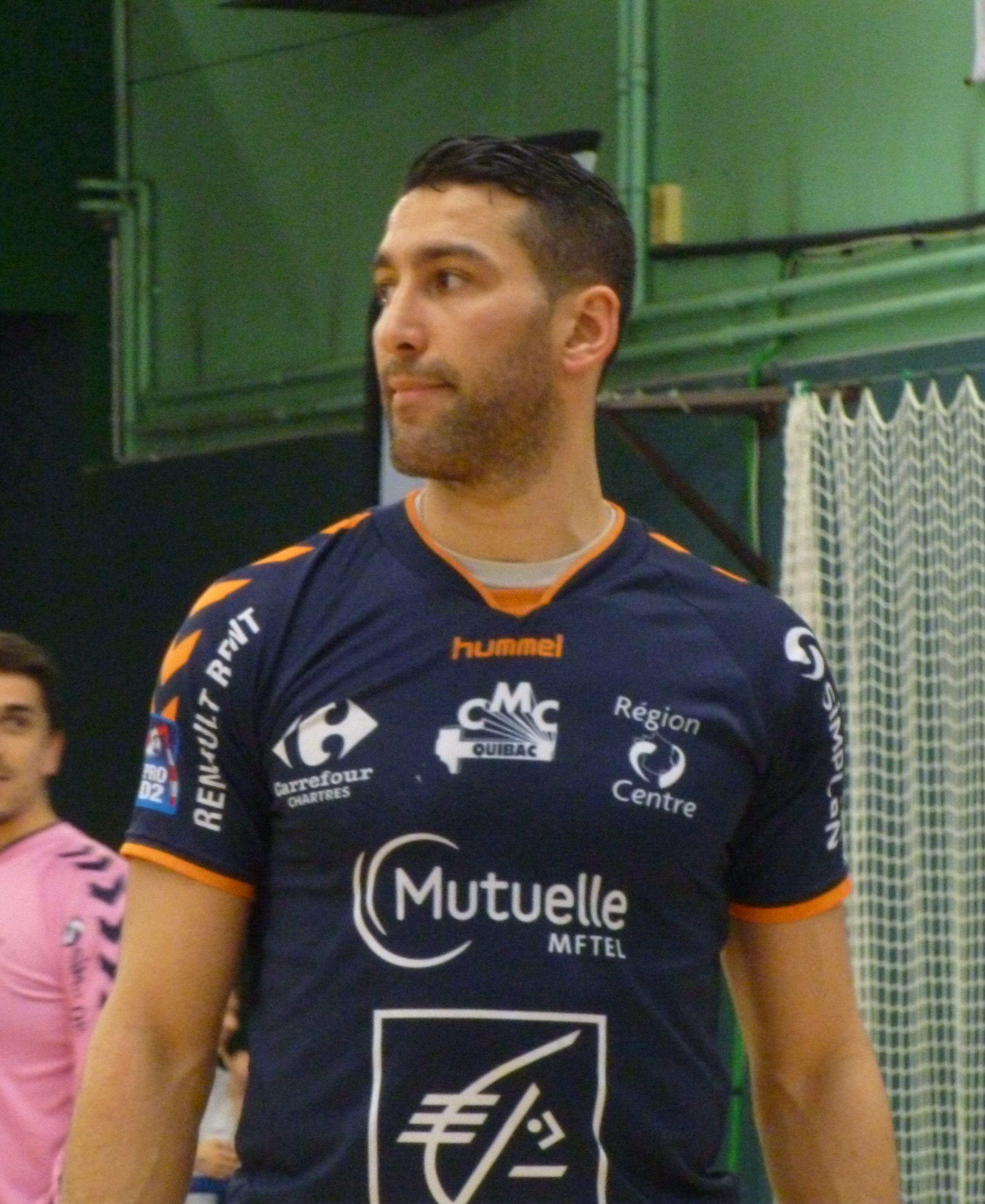
Yacinn Bouakaz.

| Nom                    | Période     | Poste              | Match | But | Source |
| ---------------------- | ----------- | ------------------ | ----- | --- | ------ |
| Abdelatif Bakir        | ?? - ??     | Gardien de but     | ??    | ??  |        |
| Benali Beghouach       | ?? - ??     | Pivot              | ??    | ??  | [ 3 ]  |
| Mohamed Amine Belaid   | 2018 -      | ??                 | ??    | ??  |        |
| Djaffar Belhocine      | 1980 - 1990 | ??                 | ??    | ??  |        |
| Omar Benali            | 2010 - 2015 | Ailier droit       | 45    | 63  | ,      |
| Abdelkrim Bendjemil    | 1978 - 1990 | Milieu             | 150   | 115 | [ 6 ]  |
| Aziz Benkahla          | ?? - 2009   | Pivot, Demi-centre | ??    | ??  | [ 7 ]  |
| Abdeslam Benmaghsoula  | ?? - 1990   | ??                 | ??    | ??  | [ 8 ]  |
| Abdellah Benmenni      | 2014 -      | Gardien de but     | 11    | 0   |        |
| Abdelatif Bergheul     | ?? - ??     | Gardien de but     | ??    | ??  |        |
| Messaoud Berkous       | 2009 -      | Arrière gauche     | 90    | 311 | ,      |
| Abderrahim Berriah     | ?? - ??     | Arrière droit      | 65    | 92  | [ 11 ] |
| Nasreddine Bessedjrari | ?? - ??     | ??                 | ??    | ??  |        |
| El Hadi Biloum         | 2001 - 2015 | Arrière droit      | 67    | 107 | [ 12 ] |
| Yacinn Bouakaz         | 2005 -      | Arrière gauche     | 41    | 20  | [ 13 ] |
| Abdeldjalil Bouanani   | ?? - ??     | ??                 | ??    | ??  |        |
| Mahmoud Bouanik        | ?? - ??     | ??                 | ??    | ??  | [ 14 ] |
| Farid Bouaziz          | 1992 - 1996 | Ailier gauche      | 58    | 135 |        |
| Malik Boubaiou         | 2006 - 2017 | Arrière gauche     | ??    | ??  | [ 15 ] |
| Salah Bouchekriou      | ?? - ??     | ??                 | ??    | ??  | [ 16 ] |
| Brahim Boudrali        | 1983 - 1996 | ??                 | ??    | ??  | [ 17 ] |
| Hichem Boudrali        | 1997 - 2014 | Pivot              | 177   | 110 | [ 18 ] |
| Abdelhak Bouhalissa    | ?? - ??     | ??                 | ??    | ??  |        |
| Sassi Boultif          | 2008-2016   | Arrière gauche     | 115   | 201 | [ 19 ] |
| Tarek Boukhemis        | 2010 - 2015 | Arrière gauche     | 31    | 66  |        |
| Khaled Boukhezna       | 1998 - 2010 | Demi-centre        | ??    | ??  |        |
| Mourad Boussebt        | ?? - ??     | Gardien de but     | ??    | ??  | [ 20 ] |
| Abdelhamid Boutchiche  | 1983 - 1989 | Pivot              | 80    | 65  | -      |
| Mohamed Bouziane       | ?? - ??     | Pivot              | ??    | ??  |        |
| Adel Bousmal           | ?? - ??     | Gardien de but     | 38    | 0   | [ 21 ] |
| Farouk Bouzrar         | ?? - ??     | ??                 | ??    | ??  |        |
| Azeddine Bouzerar      | ?? - ??     |                    | ??    | ??  | [ 22 ] |
| Mohamed Bouabderrezaki | ?? - ??     | ??                 | ??    | ??  |        |
| Mouloud Bouriche       | ?? - ??     | ??                 | ??    | ??  |        |

### C
- Haut – A
- B
- C
- D
- E
- F
- G
- H
- I
- J
- K
- L
- M
- N
- O
- P
- Q
- R
- S
- T
- U
- V
- W
- X
- Y
- Z

| Nom                 | Période     | Poste          | Match | But | Source |
| ------------------- | ----------- | -------------- | ----- | --- | ------ |
| Omar Chehbour       | 2004 -      | Arrière gauche | 49    | 87  | [ 23 ] |
| Riad Chehbour       | 2005 -      | Ailier gauche  | 49    | 93  | [ 24 ] |
| Khaled Chentout     | 2011 -      | Demi-centre    | 12    | 19  | [ 25 ] |
| Salah Eddine Cheikh | 2009 - 2014 | Ailier         | 15    | 74  | [ 26 ] |
| Rachid Cherih       | Années 1990 | ??             | ??    | ??  |        |

### D
| Nom                 | Période     | Poste         | Match | But | Source |
| ------------------- | ----------- | ------------- | ----- | --- | ------ |
| Ahcene Djeffal      | ?? - ??     | ??            | ??    | ??  | [ 27 ] |
| Mustapha Doballah   | 1979 - 1990 | ??            | ??    | ??  | [ 28 ] |
| Abu Sofiane Draouci | ?? - ??     | ??            | ??    | ??  | [ 29 ] |
| Amar Daoud          | ?? - ??     | Gardien       | ??    | ??  | [ 30 ] |
| Abderraouf Djellabi | ?? - ??     | Ailier        | ??    | ??  | [ 31 ] |
| Hichem Daoud        | 2010 -      | Ailier gauche | 23    | 54  | ,      |
| Walid Djebrouni     | ?? - ??     | ??            | ??    | ??  |        |

### E
| Nom              | Période     | Poste          | Match | But | Source |
| ---------------- | ----------- | -------------- | ----- | --- | ------ |
| Sofiane Elimam   | ?? - ??     | Gardien de but | ??    | ??  |        |
| Karim El-Mahouab | 1985 - 2001 | Gardien de but | 10    | ??  | [ 34 ] |

### F

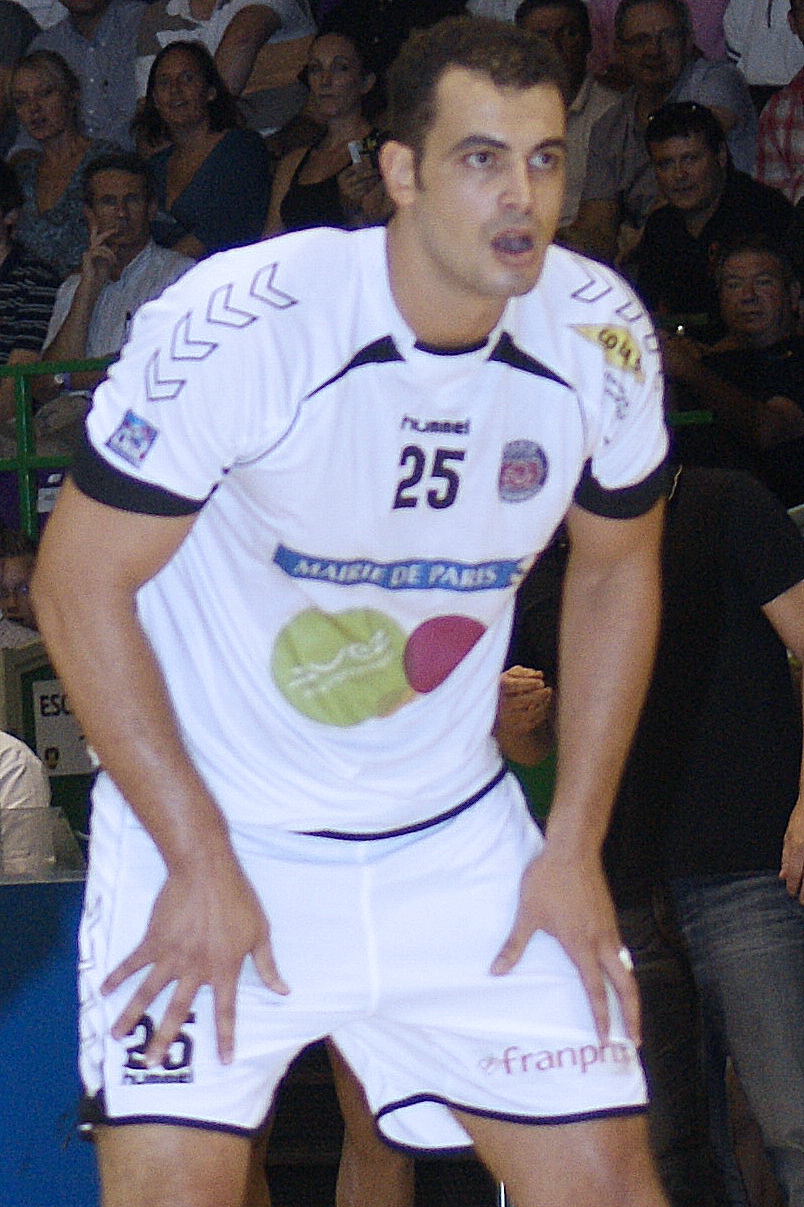
Belgacem Filah face au HBC Nantes en 2011.

| Nom            | Période     | Poste          | Match | But | Source |
| -------------- | ----------- | -------------- | ----- | --- | ------ |
| Belgacem Filah | 2001 - 2015 | Arrière gauche | 80    | 111 | [ 35 ] |
| Hichem Feligha | ?? - ??     | Gardien de but | ??    | ??  |        |
| Ahmed Farfar   | ?? - ??     | Gardien de but | ??    | ??  | [ 36 ] |
| Frik Abdelatif | 2001-2003   | Ailier droit   | 28    | 73  |        |

### G
| Nom            | Période   | Poste          | Match | But | Source |
| -------------- | --------- | -------------- | ----- | --- | ------ |
| Rabah Gherbi   | ?? - ??   | Demi-centre    | ??    | ??  |        |
| Khaled Ghoumal | ?? - 2012 | Gardien de but | ??    | ??  |        |
| Sid Ali Guiti  | ?? - ??   | ??             | ??    | ??  |        |
| Mohamed Gaga   | ?? - ??   | Gardien de but | ??    | ??  |        |
| Rabah Graiche  | ?? - ??   | ??             | ??    | ??  |        |

### H
- Haut – A
- B
- C
- D
- E
- F
- G
- H
- I
- J
- K
- L
- M
- N
- O
- P
- Q
- R
- S
- T
- U
- V
- W
- X
- Y
- Z

| Nom                          | Période     | Poste          | Match | But | Source |
| ---------------------------- | ----------- | -------------- | ----- | --- | ------ |
| Fayçal Hachemi               | ?? - ??     | Gardien de but | ??    | ??  |        |
| Abdelkader Hachid            | ?? - ??     | Pivot          | ??    | ??  |        |
| Saïd Hadef                   | 1999 - 2010 | Pivot          | ??    | ??  |        |
| Mustapha Hadj Sadok          | 2017 -      | Demi-centre    | 43    | 79  |        |
| Ahmed Hadjali                | ?? - ??     | Ailier droit   | ??    | ??  | [ 37 ] |
| Toufik Hakem                 | ?? - 2003   | Gardien de but | 185   | ??  |        |
| Abdérazak Hamad              | 1998 - 2011 | Pivot          | 101   | 219 |        |
| Abdelkrim Hamiche            | ?? - ??     | ??             | ??    | ??  |        |
| Ayatallah el Khoumini Hamoud | 2011 -      | Ailier gauche  | 48    | 95  | [ 38 ] |
| Achour Hasni                 | ?? - ??     | ??             | 125   | ??  |        |
| Kamel Hebri                  | ?? - ??     | ??             | ??    | ??  |        |
| Samir Helal                  | 1994 - 2001 | Gardien de but | 180   | ??  |        |
| Abdennour Hammouche          | ?? - ??     | ??             | ??    | ??  |        |
| Besbes Houari                | 1977 -      | Gardien de but | 66    | ??  |        |
| Ali Houd                     | 1980 - 1984 | Arrière        | 55    | ??  |        |

### K

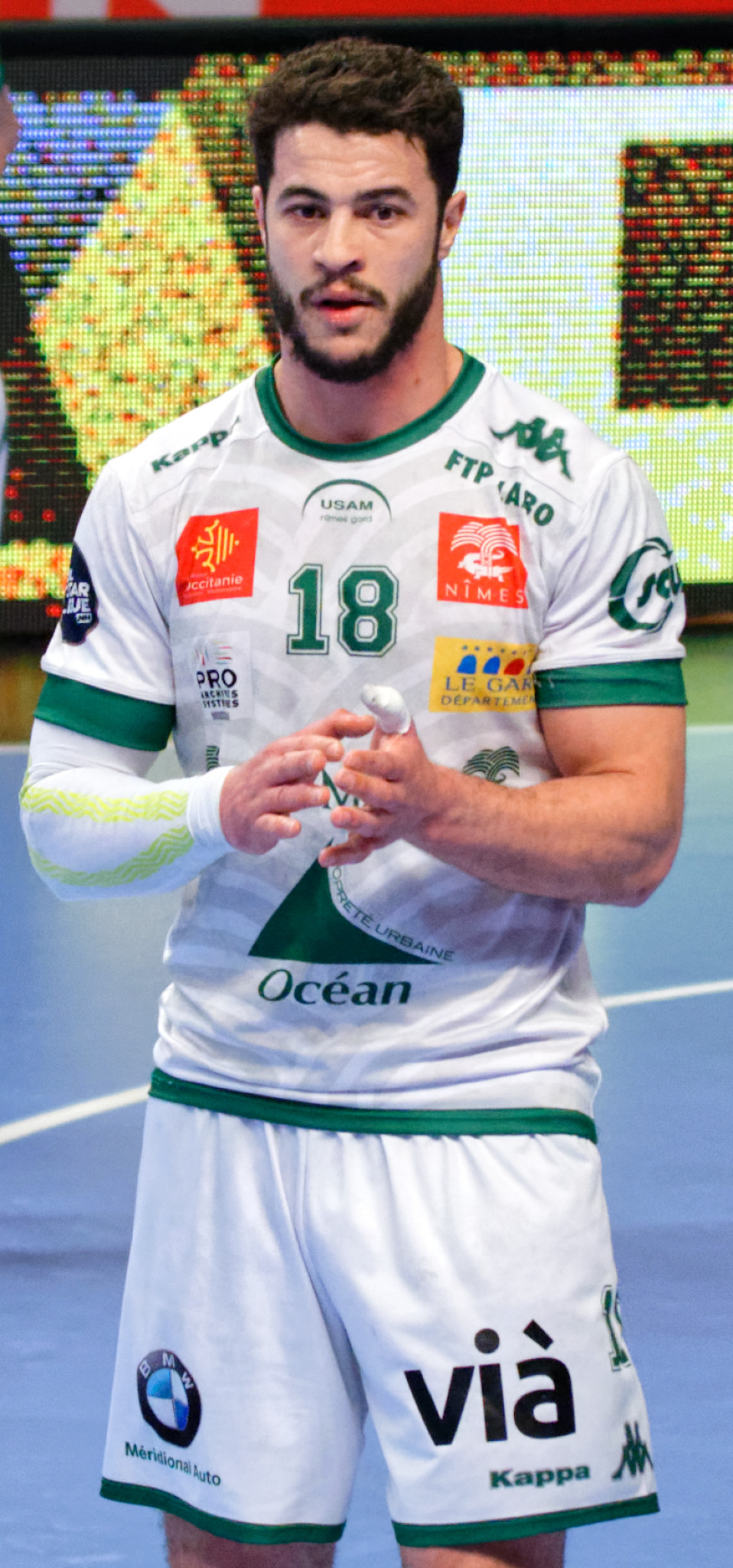
Hichem Kaabeche en 2018.

| Nom                 | Période     | Poste          | Match | But | Source |
| ------------------- | ----------- | -------------- | ----- | --- | ------ |
| Hichem Kaabeche     | 2011 -      | Pivot          | 80    | 133 | ,      |
| Samir Kerbouche     | ?? - 2014   | Gardien de but | 82    | 0   | [ 41 ] |
| Sofiane Khalfallah  | ?? - ??     | ??             | ??    | ??  |        |
| Houari Khelladi     | ?? - ??     | ??             | ??    | ??  |        |
| Sylvain Kieffer     | 2016 - 2018 | Ailier droit   | ??    | ??  | [ 42 ] |
| Mohamed Kiour       | 2009 - ??   | Demi-centre    | ??    | ??  | [ 43 ] |
| Abderrahmane Khetir | ?? - ??     | ??             | ??    | ??  |        |

### L
| Nom               | Période     | Poste          | Match | But | Source |
| ----------------- | ----------- | -------------- | ----- | --- | ------ |
| Tahar Labane      | 1998 - 2014 | Arrière gauche | 101   | 150 | [ 44 ] |
| Hamid Labraoui    | ?? - ??     | Arrière gauche | ??    | ??  |        |
| Driss Lamdjadani  | 1965 - 1979 | ??             | ??    | ??  |        |
| Baghdadi Louardi  | ?? - ??     | ??             | ??    | ??  |        |
| Hocine Ledra      | ?? - ??     | ??             | ??    | ??  |        |
| Fethnour Lacheheb | ?? - ??     | ??             | ??    | ??  |        |
| Abdelghani Loukil | 1994 - 2006 | ??             | 160   | ??  |        |
| Sofiane Lamali    | 2000 - 2008 | Arrière droit  | ??    | ??  | [ 45 ] |
| Smail Laggoune    | ?? - ??     | ??             | ??    | ??  |        |
| Messaoud Layadi   | ?? - ??     | Arrière gauche | 31    | 67  |        |
| Mohamed Loudf     | ?? - ??     | ??             | ??    | ??  |        |

### M

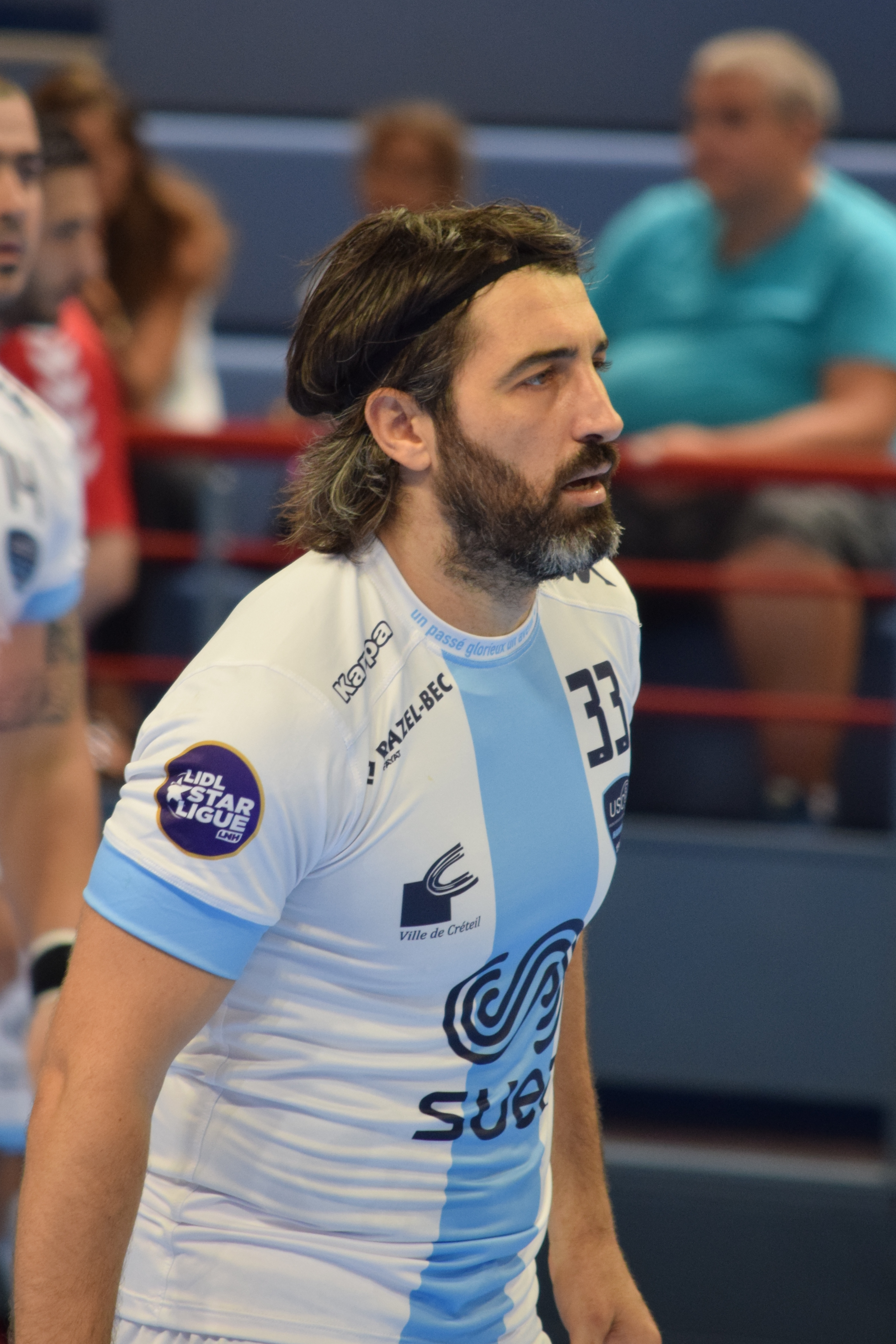
Mohamed Mokrani à Créteil en 2016.

- Haut – A
- B
- C
- D
- E
- F
- G
- H
- I
- J
- K
- L
- M
- N
- O
- P
- Q
- R
- S
- T
- U
- V
- W
- X
- Y
- Z

| Nom                | Période     | Poste          | Match | But | Source |
| ------------------ | ----------- | -------------- | ----- | --- | ------ |
| Mohamed Mokrani    | 2010 - 2015 | Pivot          | 40    | 48  | [ 46 ] |
| Mouloud Meknache   | 1976 - 1986 | ??             | ??    | ??  |        |
| Rachid Mokrani     | ?? - ??     | ??             | ??    | ??  |        |
| Mohamed Machou     | ?? - ??     | Gardien de but | ??    | ??  |        |
| Kamel Maoudj       | ?? - ??     | ??             | ??    | ??  |        |
| Lahouari Mellouk   | ?? - ??     | ??             | ??    | ??  |        |
| Mimoun Mimouni     | ?? - ??     | ??             | ??    | ??  |        |
| Abdellatif Mouffok | ?? - ??     | ??             | ??    | ??  |        |

### N
| Nom          | Période     | Poste          | Match | But | Source |
| ------------ | ----------- | -------------- | ----- | --- | ------ |
| Zoheïr Naïm  | 2019-       | Arrière gauche | 30    | 78  |        |
| Salim Nedjel | ?? - ??     | Arrière gauche | ??    | ??  | [ 47 ] |
| Zoheir Negli | ?? - ??     | Gardien de but | ??    | ??  |        |
| Saïd hadef   | 1999 - 2010 | Pivot          | ??    | ??  |        |

### O
| Nom             | Période     | Poste          | Match | But | Source |
| --------------- | ----------- | -------------- | ----- | --- | ------ |
| Azzedine Ouhib  | 1978 - 1984 | ??             | ??    | ??  | [ 48 ] |
| Kamel Ouchia    | ?? - ??     | Gardien de but | ??    | ??  | [ 49 ] |
| Mohamed Oulmane | ?? - ??     | ??             | ??    | ??  |        |

### R

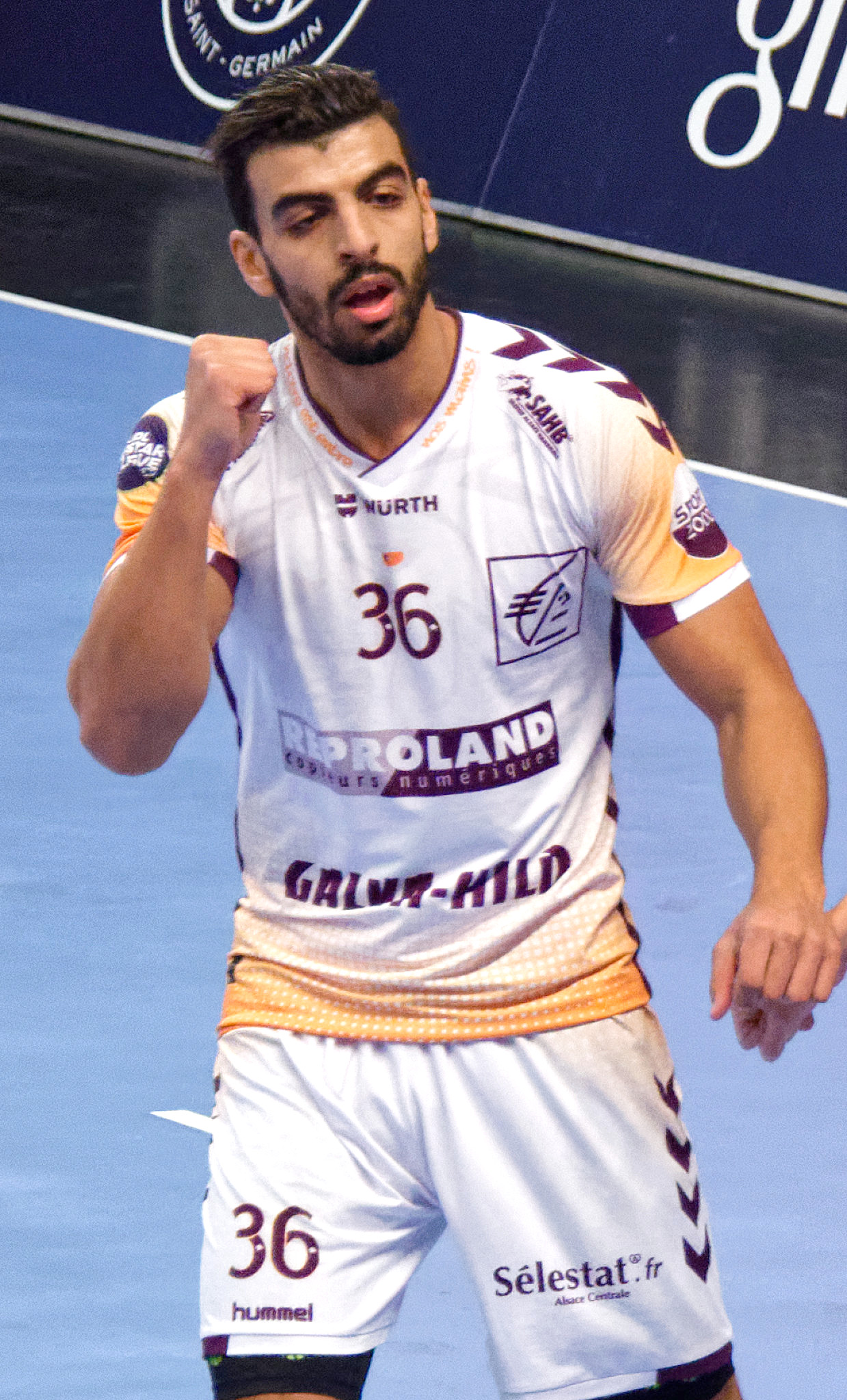
Abdelkader Rahim en 2016.

| Nom              | Période | Poste       | Match | But | Source |
| ---------------- | ------- | ----------- | ----- | --- | ------ |
| Abdelkader Rahim | 2010 -  | Demi-centre | 98    | 143 | [ 50 ] |
| Nabil Rouabhi    | ?? - ?? | ??          | ??    | ??  |        |
| Mohamed Rebahi   | ?? - ?? | ??          | ??    | ??  |        |
| Lamine Rabir     | ?? - ?? | ??          | ??    | ??  |        |

### S
- Haut – A
- B
- C
- D
- E
- F
- G
- H
- I
- J
- K
- L
- M
- N
- O
- P
- Q
- R
- S
- T
- U
- V
- W
- X
- Y
- Z

| Nom                        | Période     | Poste          | Match | But | Source |
| -------------------------- | ----------- | -------------- | ----- | --- | ------ |
| Abdelmalek Slahdji         | 2002 - 2015 | Gardien de but | 115   | 1   | [ 51 ] |
| Rabah Soudani              | 2008 -      | Ailier droit   | 38    | 49  | [ 52 ] |
| Abdelmadjid Slimani        | ?? - ??     | ??             | ??    | ??  |        |
| Zine Eddine Mohamed Seghir | ?? - ??     | ??             | ??    | ??  |        |
| Redouane Saidi             | ?? - ??     | ??             | ??    | ??  |        |
| Tewfik Sadaoui             | Années 2000 | Pivot          | ??    | ??  | [ 53 ] |
| Abbas Sofiane              | 1991 - 1999 | ??             | ??    | ??  |        |
| Redouane Saker             | 2015 -      | Ailier droit   | 60    | 167 |        |

### T
| Nom           | Période | Poste          | Match | But | Source |
| ------------- | ------- | -------------- | ----- | --- | ------ |
| Abdellah Toum | ?? - ?? | Gardien de but | ??    | ??  |        |
| Hamza Toum    | ?? - ?? | ??             | ??    | ??  |        |

### Y
| Nom           | Période   | Poste       | Match | But | Source |
| ------------- | --------- | ----------- | ----- | --- | ------ |
| Sid Ali Yahia | 2001 - ?? | Demi-centre | ??    | ??  | [ 54 ] |
| Karim Yala    | ?? - ??   | ??          | ??    | ??  |        |

### Z
| Nom               | Période     | Poste          | Match | But | Source |
| ----------------- | ----------- | -------------- | ----- | --- | ------ |
| Hamza Zouaoui     | 2008 -      | Arrière gauche | 72    | 140 | [ 55 ] |
| Anis Zamoum       | 2012 -      | Arrière droit  | ??    | ??  | [ 56 ] |
| Toufik Zaghdoud   | ?? - ??     | ??             | ??    | ??  |        |
| Réda Zeguili      | 198? - 199? | ??             | ??    | ??  |        |
| Boubakeur Zermani | ?? - ??     | Gardien de but | ??    | ??  |        |
| Adel Zerabib      | ?? - ??     | ??             | ??    | ??  |        |

## Classement des plus participants au Championnat d'Afrique de handball
| Joueur                | Nombre | Éditions                                     |
| --------------------- | ------ | -------------------------------------------- |
| Messaoud Berkous      | 9      | 2008-2010-2012-2014-2016-2018-2020-2022-2024 |
| Abdérazak Hamad       | 8      | 1996-98-2000-2002-2004-2006-2008-2010        |
| Tahar Labane          | 8      | 1998-2000-2002-2004-2008-2010-2012-2014      |
| Hichem Boudrali       | 8      | 1998-2000-2002-2004-2008-2010-2012-2014      |
| Abdelghani Loukil     | 7      | 1994-1996-1998-2000-2002-2004-2006           |
| Abderrahim Berriah    | 6      | 2008-2010-2014-2016-2018-2020                |
| Riad Chehbour         | 6      | 2008-2010-2012-2014-2018-2020                |
| Abdelmalek Slahdji    | 6      | 2002-2004-2006-2008-2010-2014                |
| Achour Hasni          | 6      | 1991-1992-1994-1996-1998-2002                |
| Omar Azeb             | 6      | 1981-1983-1985-1987-1989-1992                |
| Belgacem Filah        | 5      | 2002-2004-2006-2008-2012                     |
| Redouane Aouachria    | 5      | 1992-1994-1996-1998-2000                     |
| Salim Abes            | 5      | 1991-1992-1994-1996-1998                     |
| Brahim Boudrali       | 5      | 1985-1987-1989-1991-1992                     |
| Karim El-Maouhab      | 5      | 1985-1987-1991-1992-1994                     |
| Abdelkrim Bendjemil   | 5      | 1981-1983-1985-1987-1989                     |
| Abdeslam Benmaghsoula | 5      | 1981-1983-1985-1987-1989                     |
| Mustapha Doballah     | 5      | 1979-1981-1983-1985-1989                     |
| Abdelkrim Hamiche     | 5      | 1979-1981-1983-1987-1989                     |
| Mouloud Mokhnache     | 5      | 1976-1979-1981-1983-1985                     |

## Joueurs titrés dans des clubs européens
| #  | Nom                 | Championnats              | Coupes nationales              | Coupes d'Europe       | Total |
| -- | ------------------- | ------------------------- | ------------------------------ | --------------------- | ----- |
| 1  | Khalifa Ghedbane    | 2019 , 2024 et 2022 ,2023 | 2019 et CR 2022, SCR 2022      | SEHA 2019 et LDC 2019 | 9     |
| 2  | Rabah Gherbi        | 1998, 1999, 2002 et 2003  | CDF 1999, 2002 et 2003         | LDC 2003              | 8     |
| 3  | Mohamed Mokrani     | 2007 et 2014              | CDF 2011, CDL 2013 et TDC 2012 | -                     | 5     |
| 4  | Hichem Kaabeche     | 2024                      | 2023 , 2024, 2023              | -                     | 4     |
| 5  | Mustapha Hadj Sadok | -                         | 2019 et 2021                   | -                     | 2     |
| 6  | Ahmed Hadjali       | 2007                      | -                              | -                     | 1     |
| 7  | Sid Ali Yahia       | -                         | CDF 2007                       | -                     | 1     |
| 8  | Belgacem Filah      | -                         | CDF 2007                       | -                     | 1     |
| 9  | Sassi Boultif       | -                         | CDL 2009                       | -                     | 1     |
| 10 | Omar Benali         | -                         | CDL 2009                       | -                     | 1     |
| 11 | Chahreddine Hachemi | -                         | 2023                           | -                     | 1     |
| 12 | Ayoub Abdi          | -                         | TDC2024                        | -                     | 1     |

## Joueurs les plus capés dans des clubs européens

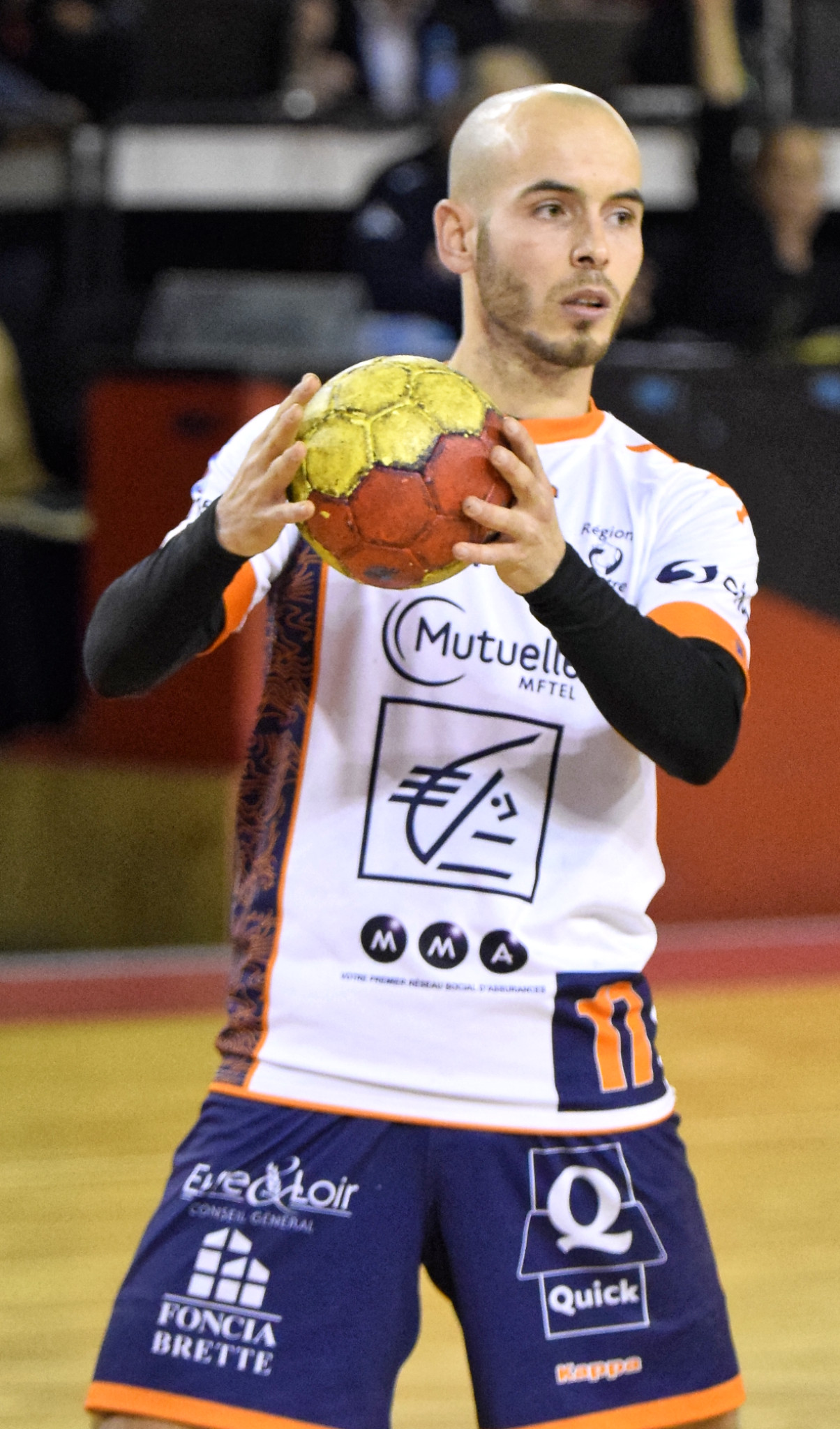
Sylvain Kieffer avec Chartres en 2014.

| #  | Nom              | Buts | Matchs |
| -- | ---------------- | ---- | ------ |
| 1  | Mohamed Mokrani  | 712  | 301    |
| 2  | Yacinn Bouakaz   | 431  | 159    |
| 3  | Tewfik Sadaoui   | 426  | 75     |
| 4  | Tahar Labane     | 408  | 151    |
| 5  | Sofiane Lamali   | 381  | 114    |
| 6  | Sassi Boultif    | 366  | 161    |
| 7  | Ahmed Hadjali    | 350  | 108    |
| 8  | El Hadi Biloum   | 348  | 145    |
| 9  | Salim Nedjel     | 339  | 74     |
| 10 | Ayoub Abdi       | 294  | 82     |
| 11 | Hichem Daoud     | 252  | 104    |
| 12 | Malik Boubaiou   | 240  | 124    |
| 13 | Rabah Soudani    | 239  | 95     |
| 14 | Belgacem Filah   | 239  | 101    |
| 15 | Abdelkader Rahim | 215  | 170    |
| 16 | Aziz Benkahla    | 126  | 69     |
| 17 | Messaoud Berkous | 123  | 32     |
| 18 | Sylvain Kieffer  | 109  | 25     |
| 19 | Mohamed Bouziane | 75   | 30     |
| 20 | Hichem Kaabeche  | 48   | 61     |

## Meilleurs buteurs aux Championnats du monde
| Joueur | Buts | Sélections | Championnat(s) du monde disputée(s) |
| --- | ---- | ---------- | ----------------------------------- |
| Messaoud Berkous | 115  | 32         | 2009, 2011, 2013, 2015 et 2021      |
| Hichem Daoud | 76   | 32         | 2011, 2013, 2015, 2021 et 2023      |
| Ayoub Abdi | 74   | 13         | 2021, 2023                          |
| Abderrahim Berriah | 60   | 28         | 2009, 2011, 2013, 2015 et 2021      |
| Omar Chehbour | 54   | 15         | 2009 et 2013                        |
| Abdérazak Hamad | 54   | 19         | 2005 et 2011                        |
| Ayatallah el Khoumini Hamoud | 53   | 20         | 2011, 2013 et 2015                  |
| Riad Chehbour | 49   | 25         | 2009, 2013, 2015 et 2021            |
| Abdelkader Rahim | 43   | 27         | 2011, 2013, 2021 et 2023            |
| Sassi Boultif | 43   | 30         | 2009, 2011, 2013 et 2015            |
| Hichem Boudrali | 41   | 27         | 2005, 2009, 2011 et 2013            |
| Mohamed Mokrani | 39   | 21         | 2011, 2013 et 2015                  |
| Hamza Zouaoui | 36   | 17         | 2009, 2011 et 2013                  |
| Hichem Kaabeche | 32   | 22         | 2013, 2015, 2021 et 2023            |
| Rabah Soudani | 31   | 13         | 2009 et 2015                        |
| El Hadi Biloum | 26   | 12         | 2005 et 2015                        |
| Salim Nedjel | 25   | 5          | 2005                                |
| Réda Arib | 24   | 10         | 2021 et 2023                        |
| Belgacem Filah | 23   | 12         | 2005 et 2015                        |
| Yacinn Bouakaz | 23   | 9          | 2009                                |
| Messaoud Layadi | 23   | 20         | 2009, 2011 et 2015                  |
| Omar Benali | 22   | 7          | 2013                                |
| Tahar Labane | 22   | 16         | 2009 et 2011                        |
| Zoheïr Naïm | 20   | 13         | 2021 et 2023                        |
| Dernière mise à jour : après Algérie-Uruguay du 25 janvier 2023 En caractères gras, sont identifiés les joueurs toujours actifs. |      |            |                                     |

## Meilleurs buteurs aux Jeux olympiques
| Joueur                                                          | Buts | Sélections | handball aux Jeux olympiques disputée(s) |
| --------------------------------------------------------------- | ---- | ---------- | ---------------------------------------- |
| Ahcen Djeffal                                                   | 41   | 11         | 1980 et 1988                             |
| Abdelkrim Bendjemil                                             | 31   | 12         | 1980 et 1984                             |
| Zine Eddine Mohamed Seghir                                      | 28   | 11         | 1984 et 1988                             |
| Mouloud Mekhnache                                               | 24   | 11         | 1980 et 1984                             |
| Redouane Saidi                                                  | 23   | 5          | 1996                                     |
| Azzedine Bouzerar                                               | 20   | 6          | 1980                                     |
| Salim Nedjel                                                    | 20   | 6          | 1996                                     |
| Omar Azeb                                                       | 18   | 15         | 1980, 1984 et 1988                       |
| Ben Ali Beghouach                                               | 18   | 12         | 1988 et 1996                             |
| Abdeslam Benmaghsoula                                           | 17   | 12         | 1984 et 1988                             |
| Mahmoud Bouanik                                                 | 16   | 7          | 1988 et 1996                             |
| Brahim Boudrali                                                 | 15   | 12         | 1984 et 1988                             |
| Makhlouf Ait Hocine                                             | 15   | 6          | 1988                                     |
| Abdel Ghani Loukil                                              | 15   | 5          | 1996                                     |
| Dernière mise à jour : après Algérie-États-Unis du 2 août 1996. |      |            |                                          |